# Finala ATP 2022
Finala ATP 2022, cunoscută și sub numele de Turneul Campionilor 2022, este un turneu de tenis masculin care se joacă pe terenuri cu suprafață dură, în interior, la Pala Alpitour din Torino, Italia, în perioada 13-20 noiembrie 2022. Este evenimentul care încheie sezonul 2022 și este destinat celor mai bine clasați jucători la simplu și la dublu.
Aceasta este cea de-a 53-a ediție a turneului (a 48-a la dublu), iar Torino găzduiește pentru a doua oară campionatele de final de an ATP Tour.

## Campioni

### Simplu
Pentru mai multe informații consultați ATP Finals 2022 – Simplu

### Dublu
Pentru mai multe informații consultați ATP Finals 2022 – Dublu

## Turneu
Pala Alpitour din Torino găzduiește cea de-a 53-a ediție a Turneului Campionilor la simplu și cea de-a 48-a la dublu între 13 și 20 noiembrie 2022. Stadionul este cea mai mare arenă acoperită din Italia, cu o capacitate de tenis de până la 12.000 de oameni. Evenimentul este organizat de Asociația Profesioniștilor din Tenis  (ATP) ca punct culminant al Circuitului ATP 2022. Este turneul final al sezonului, urmat doar de finala Cupei Davis, turneu pe echipe. Compania japoneză Nitto Denko a devenit sponsorul principal pentru a șasea oară.

## Format
Cei opt jucători care se califică pentru eveniment sunt împărțiți în două grupe de câte patru. În această etapă, jucătorii concurează într-un format round-robin (adică jucătorii joacă împotriva tuturor celorlalți jucători din grupa lor). Primii doi jucători cu cele mai bune rezultate din fiecare grupă se califică pentru semifinale, unde câștigătorii unei grupe se confruntă cu jucătorul de pe locul secund al celeilalte grupe. Această etapă, însă, este o etapă de eliminare. Competiția de dublu folosește același format.

## Jucători calificați

### Simplu
| # | Jucător               | Puncte | Dată calificare |
| - | --------------------- | ------ | --------------- |
| – | Carlos Alcaraz        | 6.820  | s-a retras      |
| 1 | Rafael Nadal          | 5.820  | 2 septembrie    |
| 2 | Stefanos Tsitsipas    | 5.350  | 30 septembrie   |
| 3 | Casper Ruud           | 5.020  | 29 septembrie   |
| 4 | Daniil Medvedev       | 4.065  | 29 octombrie    |
| 5 | Felix Auger-Aliassime | 3.995  | 2 noiembrie     |
| 6 | Andrei Rubliov        | 3.530  | 2 noiembrie     |
| 7 | Novak Djokovic        | 3.320  | 9 octombrie     |
| 8 | Taylor Fritz          | 2.955  | 5 noiembrie     |

### Dublu
| # | Jucător                            | Puncte | Dată calificare |
| - | ---------------------------------- | ------ | --------------- |
| 1 | Wesley Koolhof Neal Skupski        | 7.450  | 1 septembrie    |
| 2 | Rajeev Ram Joe Salisbury           | 5.890  | 9 septembrie    |
| 3 | Marcelo Arévalo Jean-Julien Rojer  | 5.255  | 30 septembrie   |
| 4 | Nikola Mektić Mate Pavić           | 4.165  | 17 octombrie    |
| 5 | Ivan Dodig Austin Krajicek         | 3.700  | 5 noiembrie     |
| 6 | Lloyd Glasspool Harri Heliövaara   | 3.600  | 4 noiembrie     |
| 7 | Marcel Granollers Horacio Zeballos | 3.560  | 3 noiembrie     |
| 8 | Thanasi Kokkinakis Nick Kyrgios    | 3.150  | 31 octombrie    |

## Puncte și premii în bani
Finala ATP recompensează următoarele puncte și premii în bani, per victorie:
| Etapă                                                                       | Simplu                                                         | Dublu1                                                       | Puncte         |
| --------------------------------------------------------------------------- | -------------------------------------------------------------- | ------------------------------------------------------------ | -------------- |
| Câștigător                                                                  | 2.200.400 $                                                    | 350.400 $                                                    | RR + 400 + 500 |
| Finaliști                                                                   | 1.070.000 $                                                    | 170.000 $                                                    | RR + 400       |
| Câștigător round robin per meci                                             | 383.300 $                                                      | 93.300 $                                                     | 200            |
| Premiu de participare                                                       | 3 meciuri = 320.000 $ 2 meciuri = 240.000 $ 1 meci = 160.000 $ | 3 meciuri = 130.000 $ 2 meciuri = 97.500 $ 1 meci = 52.000 $ | N/A            |
| Înlocuitori                                                                 | 150.000 $                                                      | 50.000 $                                                     | N/A            |
| RR reprezintă punctele sau premiile în bani câștigate în etapa round robin. |                                                                |                                                              |                |

- 1 Premiul în bani pentru dublu este per echipă.
- Un campion neînvins ar câștiga maximum 1.500 de puncte și 4.740.300 $ la simplu sau 930.300 $ la dublu.